# Bart Martens
Bart Martens (Lier, 27 augustus 1969) is een Belgisch milieudeskundige, beleidsmaker en voormalig politicus voor de sp.a.

## Levensloop
Bart Martens studeerde in 1991 af als industrieel ingenieur biochemie aan de Groep T Hogeschool in Leuven, waarna hij in 1992 aan de Gentse universiteit het licentiaat milieusanering behaalde. Zijn afstudeerscriptie over een verbrandingsoven van Indaver werd bekroond.
Na zijn afstuderen ging Martens als gewetensbezwaarde werken bij de vzw Arbeid & Milieu. Zijn belangrijkste aandachtspunt was de duurzame ontwikkeling van de Haven van Antwerpen. Het bracht hem in aanraking met de milieubeweging in Antwerpen, en daardoor later met de Bond Beter Leefmilieu (BBL). Sinds 1994 ging hij bij BBL aan de slag als beleidsmedewerker en klom er later op tot beleidscoördinator en woordvoerder.
Martens verliet de BBL in februari 2004 en werd op verzoek van toenmalig sp.a-partijvoorzitter Steve Stevaert verbredingskandidaat voor de Vlaamse verkiezingen van 13 juni 2004. Martens werd vanop de vierde plaats op de sp.a-spirit-lijst verkozen tot Vlaams volksvertegenwoordiger in de kieskring Antwerpen. In de legislatuur 2004-2009 ging hij in het Vlaams Parlement zetelen in de commissies Openbare Werken, Mobiliteit en Energie en Leefmilieu en Natuur, Landbouw, Visserij en Plattelandsbeleid en Ruimtelijke Ordening en Onroerend Erfgoed. 
Tussen eind juli 2004 en midden juli 2009 werd hij door het Vlaams Parlement aangewezen als gemeenschapssenator. In de Senaat beet hij zich vast in een aantal energiedossiers en liet hij onder andere duurzame ontwikkeling opnemen in de Grondwet. Van 2004 tot 2005 zetelde hij er in de commissie Sociale Aangelegenheden en van 2005 tot 2009 in de commissie Financiën en Economische Aangelegenheden.
In oktober 2006 werd hij verkozen tot gemeenteraadslid van Antwerpen. Hij oefende dit mandaat uit tot in 2012.
Na de Vlaamse verkiezingen van 7 juni 2009 kwam hij eind juni 2009 opnieuw in het Vlaams Parlement terecht als opvolger van Kathleen Van Brempt, die aan haar mandaat verzaakte. In het Vlaams Parlement werd Martens van 2009 tot 2014 voorzitter van de Commissie voor Leefmilieu, Natuur, Ruimtelijke Ordening en Onroerend Erfgoed. Daarnaast was hij ook van 2009 tot 2010 lid van de Commissie voor Mobiliteit en Openbare Werken en van 2009 tot 2010 en van 2011 tot 2014 lid van de Commissie voor Woonbeleid, Stedelijk Beleid en Energie. Van midden juli 2009 tot eind mei 2014 maakte hij als secretaris deel uit van het Bureau (dagelijks bestuur) van het Vlaams Parlement. De Morgen nomineerde hem in april 2014 als een van de tien beste parlementsleden van het Vlaams Parlement en ook volgens De Standaard was hij een van de uitblinkers.
Bij de verkiezingen van mei 2014 stond hij als eerste opvolger op de sp.a-lijst voor de Kamer van volksvertegenwoordigers. Omdat sp.a op de oppositiebanken belandde, kwam hij niet opnieuw in het parlement terecht. Hij was vervolgens van 2015 tot 2019 beleidsadviseur voor Milieu in het Europees Parlement en assistent van Europees Parlementslid Kathleen Van Brempt. Nadien was hij van 2019 tot 2024 beleidsadviseur rond milieubeleid voor de stad Antwerpen, op het kabinet van de schepen van Sociale Zaken en Leefmilieu, respectievelijk Tom Meeuws en Tatjana Scheck. Sinds 2024 is hij politiek adviseur voor Energie en Klimaat op het kabinet van Melissa Depraetere, Vlaams viceminister-president.
Van 2007 tot 2012 was Martens bestuurslid bij de elektriciteits- en aardgasnetbeheerder Eandis. Ook ging hij zetelen in de raden van bestuur van FINEG (sinds 2018), de financieringsholding voor duurzame energie, het warmtenetwerkbedrijf Ecluse (sinds 2019), het zonne-energiebedrijf SUNFIN (sinds 2022) en het Studiecentrum voor kernenergie (SCK, sinds 2021).
Hij is de broer van Steven Martens, voormalig CEO van de Koninklijke Belgische Voetbalbond en zoon van André Martens, voormalig burgemeester van Berlaar.